# Bahnhof Friedrichshafen Hafen
Der Bahnhof Friedrichshafen Hafen, auch Hafenbahnhof genannt, ist ein Bahnhof in der baden-württembergischen Stadt Friedrichshafen. Er diente bis 1976 den Eisenbahnfähren im Trajektverkehr über den Bodensee nach Romanshorn als Hafenbahnhof und wird heute noch im Personenverkehr der Deutschen Bahn (DB) und der Bodensee-Oberschwaben-Bahn (BOB) bedient. Betrieblich ist Friedrichshafen Hafen ein Bahnhofsteil des etwa 800 Meter entfernten Bahnhofs Friedrichshafen Stadt, auch Stadtbahnhof genannt, mit dem er durch die Bahnstrecke Friedrichshafen Stadt–Friedrichshafen Hafen verbunden ist.

## Geschichte

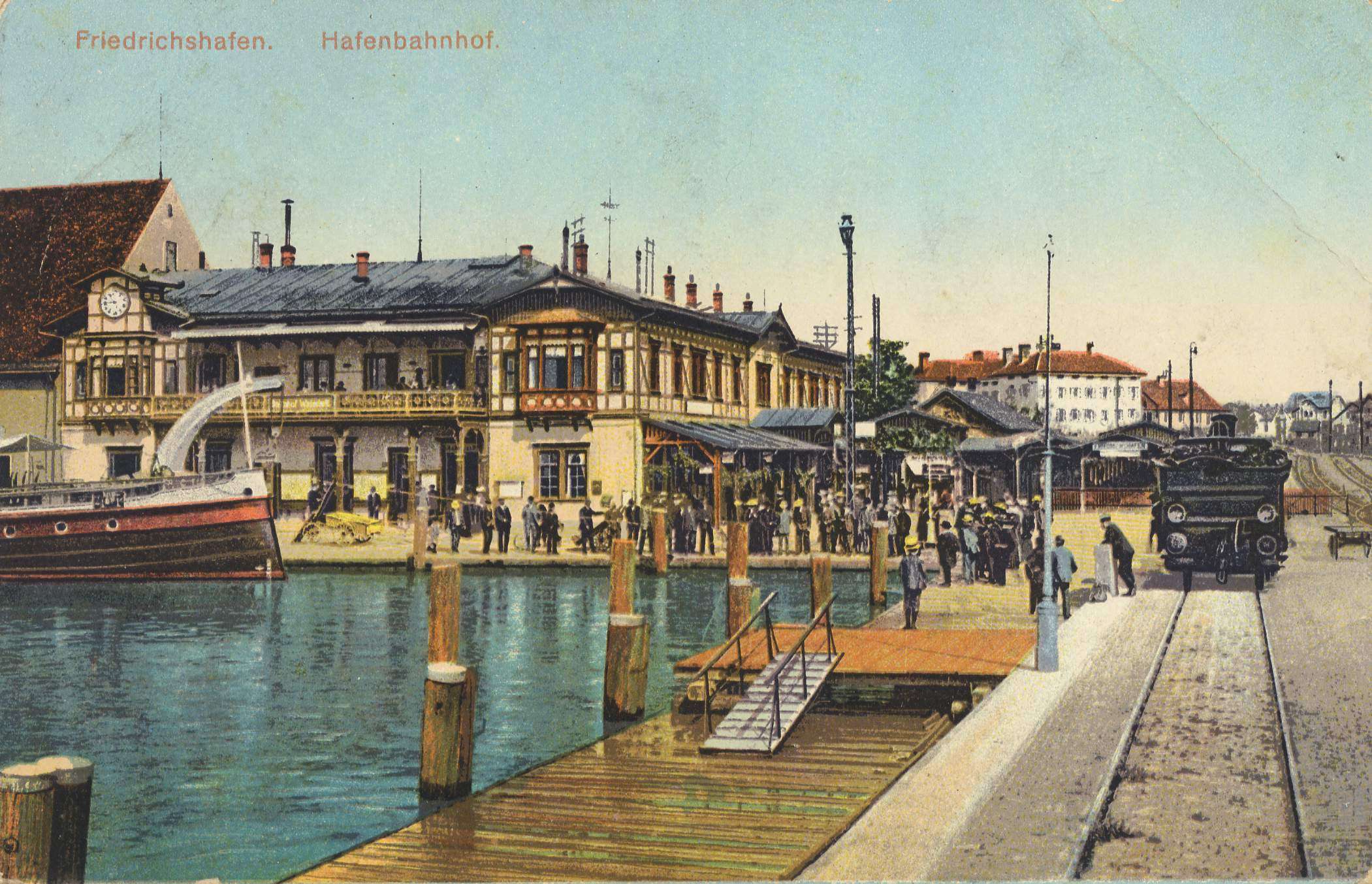
Hafenbahnhof um 1900 (Süd)

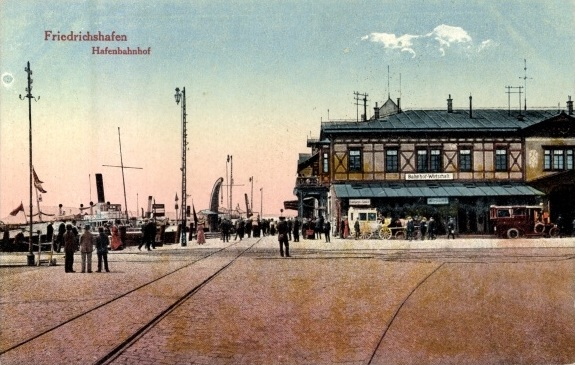
Hafenbahnhof um 1900 (Ost)

Der Hafenbahnhof wurde am 1. Juni 1850 zusammen mit der vom Stadtbahnhof kommenden Strecke eröffnet. Sein erstes Empfangsgebäude wurde an den Ostgiebel des ehemaligen Salzstadels und Zollamt angebaut. 1869 wurde östlich von diesem der Eisenbahnfährverkehr nach Romanshorn aufgenommen. 1885/86 wurde an Stelle des ersten einfachen Gebäudes ein repräsentativer Neubau mit Fachwerkfronten und seeseitigen Erkern errichtet. Im Neubau befand sich im Obergeschoss ein Restaurant mit Terrasse sowie bis 1909 das Postamt.
In den Jahren 1929 bis 1933 wurde das Quartier rund um den Hafenbahnhof großzügig umgestaltet. Der Güterbahnhof wurde in die Nordstadt verlegt und anschließend von der Reichsbahndirektion Stuttgart ein neues von Karl Hagenmeyer geplantes Bahnhofsgebäude im Stil der Klassischen Moderne gebaut. Das 1944 bei Luftangriffen stark beschädigte Gebäude wurde nach dem Zweiten Weltkrieg in alter Form wieder aufgebaut. Nachdem Friedrichshafen bereits nach dem Zweiten Weltkrieg zunehmend an Bedeutung als Eisenbahnstandort verloren hatte, wurde 1976 der Eisenbahnfährverkehr nach Romanshorn eingestellt. Die östlich des Empfangsgebäudes liegenden Gleis- und Nebenanlagen, die dem Fährbetrieb dienten, wurden in den Folgejahren entfernt. Das Bahnhofsgebäude behielt seine Funktion und wurde 1988 an die Stadt verkauft. Nachdem am Fährplatz ein neues Abfertigungsgebäude für die Bahn, den Zoll und die Schiffsbetriebe entstanden war, wurde das bisherige Bahnhofsgebäude 1993 bis 1996 zum Zeppelin Museum umgebaut. Der Gleisplan ist heute gegenüber dem Zustand Mitte der 1970er Jahre erheblich vereinfacht.
Neben der Gestalt des Empfangsgebäudes und des Gleisplans des Hafenbahnhofs kam es im Laufe der Jahre an der angrenzenden Hafenanlage immer wieder zu Änderungen. Heute lassen sich von ihm mit Personenschiffen zahlreiche andere Häfen des Bodensees und mit der Autofähre Romanshorn erreichen.

## Verkehr

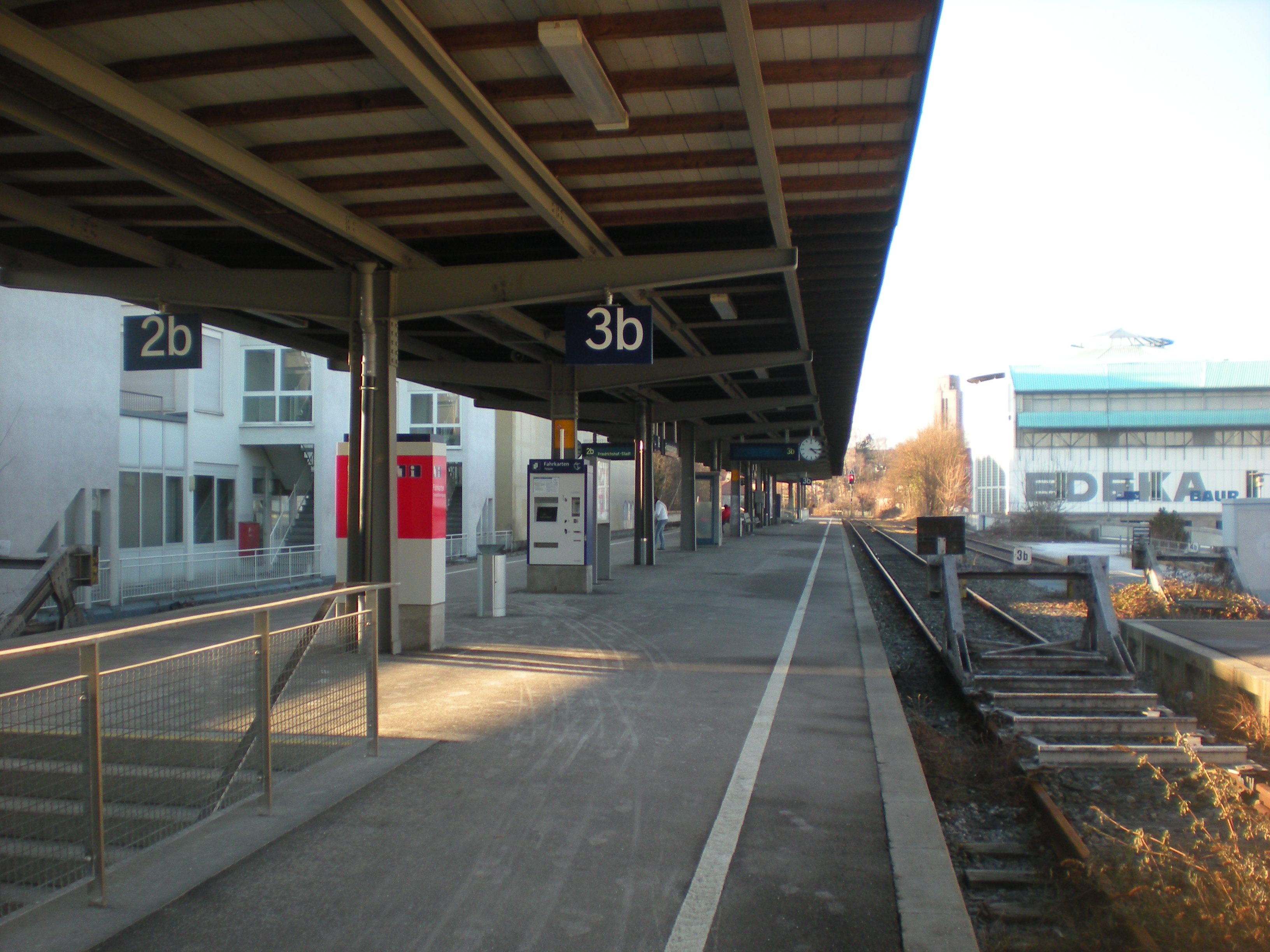
Bahnsteig des Hafenbahnhofs

Der Bahnhof hat heute zwei Bahnsteiggleise (Gleise 2b und 3b) an einem Mittelbahnsteig und ein bahnsteigloses Abstellgleis (Gleis 4b). Der Zusatzbuchstabe b dient dazu, innerbetriebliche Verwechslungen mit den Gleisen 2, 3 und 4 im Stadtbahnhof zu vermeiden. Der 38 cm hohe Bahnsteig ist 353 Meter lang, davon sind jedoch nur noch 133 Meter nutzbar. Alle übrigen Abstellgleise und das Bahnsteiggleis 1b wurden entfernt. 
| Linie                    | Strecke                                                                            | Frequenz | Betreiber |
| ------------------------ | ---------------------------------------------------------------------------------- | --- | --------- |
| RE 3                     | Basel Bad Bf – Singen (Hohentwiel) – Friedrichshafen Stadt – Friedrichshafen Hafen | Zweistundentakt (nur Basel–Friedrichshafen Hafen), HVZ Stundentakt                                                  | DB Regio  |
| RB 31                    | Friedrichshafen Hafen – Friedrichshafen Stadt                                      | Zweistundentakt (nur Friedrichshafen Hafen – Friedrichshafen Stadt, andere Richtung einzelne Züge), HVZ Stundentakt | DB Regio  |
| RB 91                    | Aulendorf – Ravensburg – Friedrichshafen Stadt – Friedrichshafen Hafen             | Stundentakt | BOB       |
| Stand: 15. Dezember 2024 |                                                                                    | |           |